# Chiropterotriton mosaueri
Chiropterotriton mosaueri е вид земноводно от семейство Безбелодробни саламандри (Plethodontidae).

## Разпространение и местообитание
Този вид е разпространен в Мексико (Идалго).
Обитава гористи местности, склонове, пещери, крайбрежия и плажове.